# Messor lariversi
Messor lariversi är en myrart som först beskrevs av Smith 1951.  Messor lariversi ingår i släktet Messor och familjen myror. Inga underarter finns listade i Catalogue of Life.

## Bildgalleri